# El doncel romántico
El doncel romántico es una obra de teatro en verso de Luis Fernández Ardavín, estrenada en 1922.

## Argumento
Ambientada en el Madrid del siglo XIX, el Caballero Airel se enamora de una bella mujer de cuestionada reputación, de nombre Carmen Sevillano. Cuando ella está a punto de acceder a las pretensiones del galán, descubre por azar que realmente es hijo suyo. Lo despide sin revelarle la verdad, y el queda atormentado de amores. Hasta que conoce esa dolorosa verdad y encañona una pistola hacia su cabeza. En ese gesto es interrumpido por sus amigos y familiares.

## Estreno
- Teatro de la Princesa, Madrid, 16 de noviembre de 1922.
  - Intérpretes: María Guerrero (Carmen), Fernando Díaz de Mendoza y Guerrero (Ariel), Fernando Díaz de Mendoza (Don Diego), Carlos Díaz de Mendoza y Guerrero, Josefina Tapia, Pilar Pérez, Ricardo Juste.